# Casa al carrer Pilar, 3 (Figueres)
L'edifici del Carrer Pilar, 3 és una obra del municipi de Figueres (Alt Empordà) inclosa en l'Inventari del Patrimoni Arquitectònic de Catalunya.

## Descripció
És un edifici entre mitgeres situat a prop del col·legi de les Escolàpies de Figueres. És un edifici de planta baixa, tres pisos i golfes amb coberta dues vessants. És un edifici de grans dimensions, amb cinc obertures a cadascuna de les plantes superiors, totes elles amb balcó individual, i un esgrafiat amb un motiu geomètric a sobre. Entre els balcons de cada planta apareix un esgrafiat decoratiu de petis rectangles i cercles. Les obertures de la planta baixa no són les originals, degut al seu ús com a magatzem. La planta golfes té com a obertures uns òculs emmaonats.